# Ophiernus
Ophiernus is een geslacht van slangsterren uit de familie Ophiuridae. De wetenschappelijke naam van het geslacht werd in 1878 voorgesteld door Theodore Lyman. Hij plaatste als enige de soort Ophiernus vallincola in het geslacht, die daarmee automatisch de typesoort werd.

## Soorten
- Ophiernus adspersus Lyman, 1883
- Ophiernus alepidotus Madsen, 1977
- Ophiernus quadrispinus Koehler, 1908
- Ophiernus seminudus Lütken & Mortensen, 1899
- Ophiernus vallincola Lyman, 1878